# (6312) Robheinlein
(6312) Robheinlein (1990 RH4) – planetoida z pasa głównego asteroid okrążająca Słońce w ciągu 3,23 lat w średniej odległości 2,18 j.a. Odkryta 14 września 1990 roku.